# 張店鎮戰鬥
張店鎮戰鬥發生於1941年5月7日至5月10日，地點則是在中國山西一帶。該戰鬥是抗日戰爭中條山戰役一連串戰鬥之一，交戰守方為中華民國國民革命軍，另一方則為日軍。日軍先由夏縣進攻，雙方激戰於张店镇及望源。在此戰役，國軍遭日軍擊退至台砦。其中，新27師全軍覆沒，師長王竣，副師長梁希賢及參謀長陳文祀均於退守台砦過程中陣亡。